# Elaphoglossum davidsei
Elaphoglossum davidsei är en träjonväxtart som beskrevs av John T. Mickel. Elaphoglossum davidsei ingår i släktet Elaphoglossum och familjen Dryopteridaceae. Inga underarter finns listade.